# Gyōtoku (metropolitana di Tokyo)
Gyōtoku (行徳駅?, Gyōtoku-eki) è una stazione della metropolitana di Tokyo e si trova nella città di Ichikawa nella prefettura di Chiba. Essa serve la linea Tōzai della Tokyo Metro.